# Lotononis meyeri
Lotononis meyeri là một loài thực vật có hoa trong họ Đậu. Loài này được (C.Presl) B.-E.van Wyk miêu tả khoa học đầu tiên.